# 三重野帆貴
三重野 帆貴（みえの ほだか、6月6日 - ）は、日本の女性声優。栃木県出身。81プロデュース所属。

## 略歴
2017年4月1日付けで81プロデュース所属。

## 人物
趣味・特技にはスポーツ、ゲーム、読書、水泳、ダンス、リフティングをそれぞれ挙げている。
海外ドラマが好きで、自身も数作品に出演している。

## 出演
太字はメインキャラクター。

### テレビアニメ
2017年
- 縁結びの妖狐ちゃん

2018年
- ダメプリ ANIME CARAVAN（セーレン〈子供〉）
- バジリスク 〜桜花忍法帖〜（女中）
- 一人之下 羅天大醮篇（曜星社の社長）
- 音楽少女（お母さん）

2019年
- かぐや様は告らせたい〜天才たちの恋愛頭脳戦〜（2019年 - 2022年、音声ガイダンス、中年の女性） - 2シリーズ
- どろろ（侍女）
- 叛逆性ミリオンアーサー（妻B）
- からかい上手の高木さん2（たっちゃんの母親）
- ファンタシースターオンライン2 エピソード・オラクル（オペレーター）
- ライフル・イズ・ビューティフル（教師）
- 七つの大罪 神々の逆鱗（2019年 - 2020年、女）
- 食戟のソーマ 神ノ皿（女性）

2020年
- SHOW BY ROCK!! ましゅまいれっしゅ!!（村民、手下）
- ドロヘドロ（受付）
- 22/7（リポーター）
- フルーツバスケット（2020年 - 2021年、女中、弔問客） - 2シリーズ

2021年
- Re:ゼロから始める異世界生活（村人）
- スケートリーディング☆スターズ（アナウンス、記者）
- ワッチャプリマジ!（2021年 - 2022年、御牛ひろみ、観客、生徒、ファンの女性、あまね親衛隊）
- 境界戦機（住民）

2022年
- ハコヅメ〜交番女子の逆襲〜（小学生男子）
- リコリス・リコイル（篝ヒバナ、DAオペレーター）

2023年
- The Legend of Heroes 閃の軌跡 Northern War（カミラ、弟、フェノメノン隊員B、母親）
- ゴールデンカムイ（娼婦）
- ダークギャザリング（看護師A、水子霊、女子生徒、幹事、愛依の母 他）
- 白聖女と黒牧師（店員）
- アイドルマスター ミリオンライブ！（ダンストレーナー、観客たち）

2024年
- ゆびさきと恋々（友達B）
- アイドルマスター シャイニーカラーズ（母）
- 女神のカフェテラス（おかみ、介護士）
- 菜なれ花なれ（おばさん）
- 魔王2099（魔法街市民A）

2025年
- ざつ旅-That's Journey-（カフェの店員）

### 劇場アニメ
- 駒田蒸留所へようこそ（2023年、朋子の母）

### Webアニメ
- 極主夫道（2021年、若頭の母）

### ゲーム
- リトルウィッチアカデミア 時の魔法と七不思議（2017年）[16]
- 地球防衛軍5（2017年）[17]
- チェーンストライク（2018年、シーマス[18]）
- DAEMON X MACHINA（2019年）[19]
- ファイナルファンタジーVII リメイク（2020年）
- ヘブンバーンズレッド（2023年、丸山玲子）

### ドラマCD
- 山田と少年（千尋の母）
- カッコウの夢[20]

### オーディオブック
- 夏へのトンネル、さよならの出口（2020年、ハマセン[21]）
- 月とライカと吸血姫 3～4（2021年、ジェニファー・セラーズ ほか）

### 吹き替え

#### ドラマ
- インスティンクト -異常犯罪捜査-（フィービー[32]）
- ウォーキング・デッド シーズン9 (ユミコ、リディア)
- キャリアを引く女〜キャリーバッグいっぱいの恋〜（朝鮮語版）（ソ・ジア〈キム・ミンジ（朝鮮語版）〉）
- クイーンズ・ギャンビット
- ザ・ロッジ（ケイリー〈ジェイド・アレン（英語版）〉[33]）
- 女王ヴィクトリア 愛に生きる シーズン2
- セックス・エデュケーション（サンズ先生 他[34]）

#### アニメ
- ロストティーンエイジャー  (ヴァネッサ)
- ラブ、デス&ロボット（2019年）
- ゴースト&モリー（2022年、ニンおばあちゃん）
- 烈火澆愁（2024年）